# معركة تربة (1813)
```
وقعت معركة 
تربة
 في عام 
1813م
 عندما حاصرت 
القوات العثمانية
. نجحت الحامية في هزيمة الجيش العثماني.
[
1
]
```

## المعركة
كان محمد علي باشا مصمماً على شن هجوم اخر، لذلك أرسل ابنه طوسون باشا بقوة ألفي رجل، وغادروا الطائف في أواخر أكتوبر أو أوائل نوفمبر، خلال المسيرة بين الطائف وتربة، كان عليهم مواجهة القبائل المعادية في عتيبة ونصيرة وبنو سعد، الذي بدأوا في مهاجمة العثمانيين
هاجم العثمانيين المكان على الفور، لكن الجميع حافظوا بحزم وصدوا الهجوم، حيث تحركوا من خلال خطب وحض غالية، وهو قول مبالغ فيه ، واستنفد العثمانيون أيضا من خلال القتال السابق مع القبائل المعادية، ثم أمر طوسون بهجوم ثاني في اليوم التالي لكن الجنود العثمانيين رفضوا علناً الهجوم، وأبلغ ضباطه عن الحالة المرهكة وحثوا على التراجع نحو الطائف،
فقد العثمانيون سبعمائة رجل خلال التراجع، وتوفي الكثيرون أيضا بسبب نقص المياه والإمدادات، وتم إنقاذ الجيش من الدمار من قبل مائة من قوات سلاح الفرسان ولم يتمكن السعوديون من تحمل التهمة وتراجعوا إلى تربة، واستمرت المعركة لمدة أربعة أيام.